# Афера (фильм, 2003)
«Афера» (англ. Confidence) — фильм Джеймса Фоули 2003 года с Эдвардом Бернсом, Дастином Хоффманом и Рэйчел Вайс в главных ролях.

## Сюжет
Сюжет фильма выстроен как иллюстрация рассказа Джейка Вига (Эдвард Бернс), de facto лидера группы мошенников, об истории последнего «дела» и про искусство аферы. Джек ведёт своё повествование под дулом пистолета, избиваемый неизвестным почти до конца фильма африканцем.
Джейк рассказывает об общей схеме аферы: «Наварить можно на разном: на компромате, уговоре с букмекером, страховке — не важно.» Человек, жертва, видит деньги и ему хочется их забрать себе. Жертве кажется, что даже нарушение закона — ерунда, так как никто не умрёт. Однако по ходу осуществления замысла кто-то «умирает». «Томми Съютс говорил: „Афера — это как пьеса, где каждому известна его партия: разводиле, статистам, зазывалам…, в общем всем…, кроме жертвы.“» Когда жертва думает, что деньги с наваром уже принадлежат ей, происходит убийство и теперь жертва становится соучастником убийства. И даже в этом случае жертва не убегает, чтобы забыть обо всём и покаяться, изжив из себя алчность. Жертва обуреваема жадностью и помнит о деньгах, которые всё ещё так близки. И тогда в игру вступают полицейские, которые заодно с аферистами разыгрывают свою партию в мошеннической схеме… «Деньги могут рассказать о тебе всё, могут избавить тебя от всего, что тебе не нравится. С ними чувствуешь себя круче всех. И если ты веришь, что деньги могут всё — ты подарок для аферистов.»
Рассказ начинается с того, как группа мошенников ободрала свою предпоследнюю жертву. Когда одного из кидал находят с пулей в голове, оставшиеся узнают, что деньги, которые они получили со своей жертвы, на самом деле принадлежат Лос-Анджелесскому криминальному авторитету Винстону Кингу, который называет себя «Король» (Дастин Хоффман). Джейк встречается с Королём, который предлагает команде прощение, если они кинут его конкурента Моргана Прайса (Роберт Форстер), директора банка. Кинг разрешает им выбрать только способ.
Не имея выбора, Джейк начинает разрабатывать новую аферу; он прибегает к помощи двух оставшихся партнёров — Гордо (Пол Джаматти) и Майлза (Брайан Ван Холт), а также убеждает ещё одну мошенницу по имени Лили (Рэйчел Вайс), чтобы восстановить квартет. К несчастью, Кинг, страдающий от СДВГ, настаивает на том, чтобы один из его людей, Люпус, присоединился к группе. Афера заключается в подкупе вице-президента банка и переводе денег за границу. Но во время выполнения плана возникает проблема в лице спецагента Гюнтера Бутана (Энди Гарсиа), появившегося в Лос-Анджелесе для того, чтобы наконец-то посадить Джейка, которого он преследует годами. Агент Бутан быстро заставляет двух коррумпированных детективов, помогающих Джейку, Омара Манзано (Луис Гусман) и Ллойд Витворс (Донал Лог) из Лос-Анджелесского полицейского департамента, работать на себя.

## В ролях
| Актёр           | Роль                       |
| --------------- | -------------------------- |
| Эдвард Бёрнс    | Джейк Виг                  |
| Рэйчел Вайс     | Лили                       |
| Пол Джаматти    | Гордо                      |
| Брайан Ван Холт | Майлз                      |
| Френки Джи      | Люпус                      |
| Луис Гусман     | офицер Омар Мансано        |
| Донал Лог       | офицер Ллойд Витворс       |
| Энди Гарсиа     | спецагент Гюнтер Бутан     |
| Дастин Хоффман  | Винстон «Король» Кинг      |
| Моррис Честнат  | Трэвис                     |
| Луис Ломбарди   | Альфонс «Большой Эл» Мурли |
| Джон Кэрол Линч | Леон Эшби                  |
| Роберт Форстер  | Морган Прайс               |
| Леланд Орсер    | Лайонел Долби              |

## Ремейк
- Болливудский ремейк был назван «Ek Khiladi Ek Haseena»[англ.].

## Тэглайны
- Держи своих друзей близко, а деньги ещё ближе. (англ. Keep your friends close and your money closer). Похожую фразу — «держи друзей близко, а врагов — еще ближе», — произносит Майкл Корлеоне в фильме Крёстный отец 2.
- Четверо опытных мошенников… Кто окажется умнее сейчас? (англ. Four big time swindlers... who will outsmart whom?).